# Dave Helmick

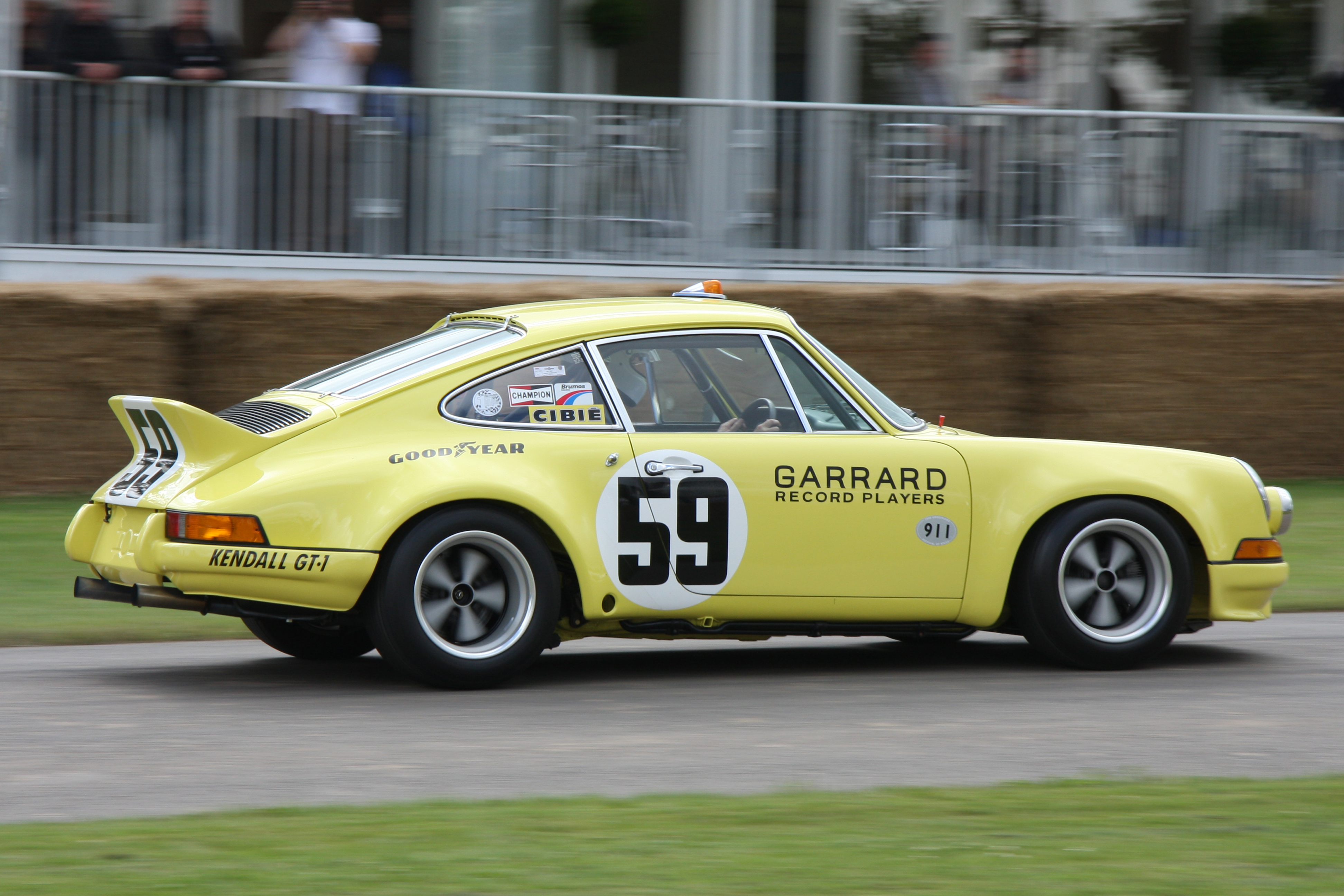
Dave Helmicks Porsche Carrera RSR mit der Warnleuchte auf dem Dach. Mit diesem Wagen gewann er gemeinsam mit Peter Gregg und Hurley Haywood das 12-Stunden-Rennen von Sebring 1973.

David „Dave“ Helmick (* 1937; † Mai 2019) war ein US-amerikanischer Radiologe, Autorennfahrer und Rennstallbesitzer.

## Ausbildung
Dave Helmick machte während seiner Militärzeit eine Ausbildung zum Allgemeinmediziner und arbeitete danach als Arzt in der United States Army. Mitte der 1960er-Jahre verließ er die Armee und ging als Arbeitsmediziner zu Ford. 1966 war er Teamarzt bei Shelby American und betreute die Ford-Piloten beim 24-Stunden-Rennen von Le Mans. Anfang der 1970er-Jahre machte er die Fachausbildung zum Radiologen.

## Karriere als Rennfahrer
Die Fahrerkarriere von Dave Helmick begann 1963 auf einem Porsche 356 bei Club- und lokalen Sportwagenrennen. Helmick war der klassische Wochenendrennfahrer, der unter der Woche seinem Brotberuf nachging und am Sonntag mit Familie und Wagen zu den Rennen kam. In den 1970er-Jahren wurden die Aktivitäten professioneller. Er erwarb einen Porsche Carrera RSR, dessen Markenzeichen eine Warnleuchte auf dem Dach war, und betrieb unter dem Namen Ecurie Escargot einen kleinen Rennstall.
Helmick konnte die beiden wichtigsten US-amerikanischen Langstreckenrennen je einmal gewinnen. Gemeinsam mit Peter Gregg und Hurley Haywood siegte er beim 12-Stunden-Rennen von Sebring 1973. Zwei Jahre später gelang ihm mit dem dritten Gesamtplatz eine weitere Podiumsplatzierung in Sebring. Bemerkenswert war der Gesamtsieg beim 24-Stunden-Rennen von Daytona 1977. Hurley Haywood entschied sich trotz eines Angebots des Porsche-Werkesteams für eine Rennteilnahme mit Helmick. Vom letzten Startplatz aus ins Rennen gehend, gewannen sie am Ende im Carrera RSR mit zwölf Runden Vorsprung auf den leistungsstärkeren Porsche 935 von Carlo Facetti, Martino Finotto und Romeo Camathias. Dritter Fahrer neben Helmick und Haywood war John Graves.

## Statistik

### Sebring-Ergebnisse
| Jahr | Team             | Fahrzeug            | Teamkollege  | Teamkollege    | Platzierung | Ausfallgrund |
| ---- | ---------------- | ------------------- | ------------ | -------------- | ----------- | ------------ |
| 1973 | Dr. Dave Helmick | Porsche Carrera RSR | Peter Gregg  | Hurley Haywood | Gesamtsieg  |              |
| 1975 | Ecurie Escargot  | Porsche Carrera RSR | John O’Steen | John Graves    | Rang 3      |              |
| 1976 | Ecurie Escargot  | Porsche Carrera RSR | John O’Steen |                | Ausfall     | Motorschaden |

### Einzelergebnisse in der Sportwagen-Weltmeisterschaft
| Saison | Team                      | Rennwagen                       | 1   | 2   | 3   | 4   | 5   | 6   | 7   | 8   | 9   | 10  | 11  | 12  | 13  | 14  | 15  | 16  | 17  |
| ------ | ------------------------- | ------------------------------- | --- | --- | --- | --- | --- | --- | --- | --- | --- | --- | --- | --- | --- | --- | --- | --- | --- |
| 1972   | Ecurie Escargot           | Porsche 911                     | BUA | DAY | SEB | BRH | MON | SPA | TAR | NÜR | LEM | ZEL | WAT |     |     |     |     |     |     |
| 1972   | Ecurie Escargot           | Porsche 911                     |     |     |     |     |     |     |     | 8   |     |     |     |     |     |     |     |     |     |
| 1973   | Ecurie Escargot           | Porsche 911 Porsche Carrera RSR | DAY | VAL | DIJ | MON | SPA | TAR | NÜR | LEM | ZEL | WAT |     |     |     |     |     |     |     |
| 1973   | Ecurie Escargot           | Porsche 911 Porsche Carrera RSR | 11  |     |     |     |     |     |     |     |     | 12  |     |     |     |     |     |     |     |
| 1974   | International Performance | Porsche Carrera RSR             | MON | SPA | NÜR | IMO | LEM | ZEL | WAT | LEC | BRH | KYA |     |     |     |     |     |     |     |
| 1974   | International Performance | Porsche Carrera RSR             |     |     |     | 13  |     |     |     |     |     |     |     |     |     |     |     |     |     |
| 1975   | Escar                     | Porsche 911 Carrera RSR         | DAY | MUG | DIJ | MON | SPA | PER | NÜR | ZEL | WAT |     |     |     |     |     |     |     |     |
| 1975   | Escar                     | Porsche 911 Carrera RSR         | 6   |     |     |     |     |     |     |     |     |     |     |     |     |     |     |     |     |
| 1976   | Ecurie Escargot           | Porsche Carrera RSR             | MUG | VAL | NÜR | MON | SIL | IMO | NÜR | ZEL | PER | WAT | MOS | DIJ | DIJ | SAL |     |     |     |
| 1976   | Ecurie Escargot           | Porsche Carrera RSR             |     |     |     |     |     |     | 6   |     |     |     |     |     |     |     |     |     |     |
| 1977   | Ecurie Escargot           | Porsche 911 Carrera RSR         | DAY | MUG | DIJ | MON | SIL | NÜR | VAL | PER | WAT | EST | LEC | MOS | IMO | SAL | BRH | HOK | VAL |
| 1977   | Ecurie Escargot           | Porsche 911 Carrera RSR         | 1   |     |     |     |     |     |     |     |     |     |     |     |     |     |     |     |     |